# Deshawn Freeman
Deshawn Montra Freeman (Rocky Mount, Carolina del Norte, 1 de enero de 1994) es un baloncestista estadounidense que pertenece a la plantilla del Fortitudo Bologna de la Serie A2 italiana. Con 2,01 metros de estatura, juega en la posición de alero.

## Trayectoria deportiva

### Universidad
Tras pasar dos años en el Community College de Hutchinson, donde en su segunda temporada promedió 19,2 puntos y 9,6 rebotes por encuentro, jugó tres temporadas más con los Scarlet Knights de la Universidad Rutgers, en las que promedió 11,2 puntos, 7,3 rebotes y 1,3 robos de balón por partido.

### Profesional
Tras no ser elegido en el Draft de la NBA de 2019, en el mes de octubre firmó su primer contrato profesional con los Worcester Wolves de la BBL británica, con los que jugó una temporada en al que promedió 17,9 puntos y 9,7 rebotes por partido.
El 7 de agosto de 2019 firmó un contrato por una temporada con el Donar Groningen de la Dutch Basketball League, pero fue cortado en el mes de noviembre. Poco después fichó por el Södertälje Kings de la Basketligan sueca.
El 14 de agosto de 2021, Freeman firmó con BK Patrioti Levice de la SBL eslovaca.
El 4 de enero de 2023, Freeman firmó con el BC Nevėžis de la LKL lituana.
El 4 de agosto de 2023 se anunció su fichaje por el Fortitudo Bologna de la Serie A2 italiana.